# シオネ・モリア
シオネ・モリア（Sione Molia、1993年9月5日 - ）は、ニュージーランドのラグビー選手。

## プロフィール
- ニュージーランド・オークランド出身[1]。
- ポジションはフルバック(FB)。
- 身長 186cm、体重 95kg

## 略歴
2013年、カウンティーズ・マヌカウに加入。
2016年、リオ五輪の7人制ニュージーランド代表に選ばれた。
そして2021年、東京五輪の7人制ニュージーランド代表に選ばれて銀メダル獲得。